# Ingrid Martins Holmberg
Ingrid Martins Holmberg, född 1964, är en svensk forskare i kulturvård

## Biografi
Holmberg är född och uppvuxen i Göteborg. Hon disputerade i kulturvård 2006 på avhandlingen På stadens yta: om historiseringen av Haga. Hon är lektor och docent vid Institutionen för kulturvård vid Göteborgs universitet där hon ingår i ledningen för Centrum för kritiska kulturarvsstudier . Hennes forskning är inriktad mot stadsomvandlingarnas bebyggelsehistoria och hanteringen av de nationella minoritetsgruppernas historiska platser.